# 스리랑카군
스리랑카군(싱할라어: ශ්‍රී ලංකා සන්නද්ධ හමුදා, 타밀어: இலங்கை ஆயுதப் படைகள்)은 스리랑카 육군, 스리랑카 해군, 그리고 스리랑카 공군을 포함하는 스리랑카의 전반적인 통합 군대이고, 국방부에 의해 통치된다. 그 세 군대는 약 346,700명의 현역 군인을 가지고 있고, 스리랑카에서 징병제가 부과된 적이 없다.

## 역사
스리랑카는 2000년 이상으로 거슬러 올라가는 군사 역사를 가지고 있다. 현대 스리랑카군의 뿌리는 포르투갈, 네덜란드, 영국이 지역 왕국과의 전쟁을 지원하기 위해 지역 민병대를 설립한 식민지 시대로 거슬러 올라간다. 영국은 캔디 전쟁 동안 실론 소총 연대를 만들었다. 비록 그것의 계급에 원주민들이 있었지만, 주로 말레이인들로 구성되었다. 1873년에 해체되었다.

### 왕실 근무
스리랑카군의 혈통은 영국이 섬에 실론 경보병 자원봉사자라는 이름의 자원봉사 예비군을 만들었던 1881년으로 거슬러 올라간다. 외부의 위협이 있을 때 실론에 있는 영국 수비대를 보충하기 위해 만들어진, 그것은 점차 규모가 커졌다. 1910년에 실론 국방군(CDF)으로 이름이 바뀌었고, 여러 연대로 구성되었다. CDF는 제1차 세계 대전과 제2차 세계 대전에서 아시아와 아프리카에 연합 군대와 함께 배치되었을 때 국내 방어에 동원되었다. 전쟁이 끝날 때, 그것은 독립적인 여단의 규모로 성장했지만, 1946년에 탈동원되었고 1949년에 해체되었다. 1937년에 실론 해군 자원봉사대가 설립되었고(나중에 실론 왕립 해군 자원봉사 예비군 (CRNVR)으로 이름이 바뀌었다), 그것은 1939년에 전쟁에 동원되었고 영국 왕립 해군에 통합되었다.

### 실론 자치령
1948년 영국이 독립을 인정하면서 실론 자치령이 수립된 이후 정규군을 설립하기 위한 작업이 시작되었다. 1949년 육군법 제17호는 1949년 4월 11일 의회에서 통과되었고, 1949년 10월 10일 관보 특설 제10028호로 공식화되었다. 이것은 실론 육군의 창설을 기념했고, CDF와 CRNVR은 정규 해군을 위한 길을 열기 위해 해체되었다. 1950년 12월 9일 실론 왕립 해군(RCyN)이 설립되었다. 마침내 1951년 실론 왕립 공군(RCyAF)이 세 군대 중 가장 어린 군대로 설립되었다. 처음부터 영국은 실론 정부가 군대를 개발하는 것을 돕는데 중요한 역할을 했다.
실론군은 이웃 인도와 우호적인 관계를 유지하고 영국과 방위 조약을 맺었기 때문에 외국의 위협 부족 때문에 성장이 느렸다. 1950년대에 주로 경찰을 지원하는 내부 보안에 고용되었다. 1962년에 예비군 그룹에 의한 쿠데타 시도가 있었고, 이것은 군비 지출 삭감과 여러 연대의 해체로 이어졌다. 이것은 정보 기관의 부족과 함께 1971년 4월 마르크스주의 JVP에 의해 시작된 반란에 대한 준비를 제대로 하지 못하게 만들었다.

### 제1차 JVP 반란
1971년 JVP 반란은 실론군이 전투 작전에 동원되는 것을 처음으로 보았고 그 규모는 빠르게 증가했다. 그 반란은 몇 달 만에 통제되었다.

### 스리랑카 공화국
1972년, 실론은 스리랑카 공화국이 되었고, 실론 육군은 스리랑카 육군, 실론 왕립 해군은 스리랑카 해군, 실론 왕립 공군은 스리랑카 공군이 되면서 스리랑카군으로 알려지게 되었다.

## 육군

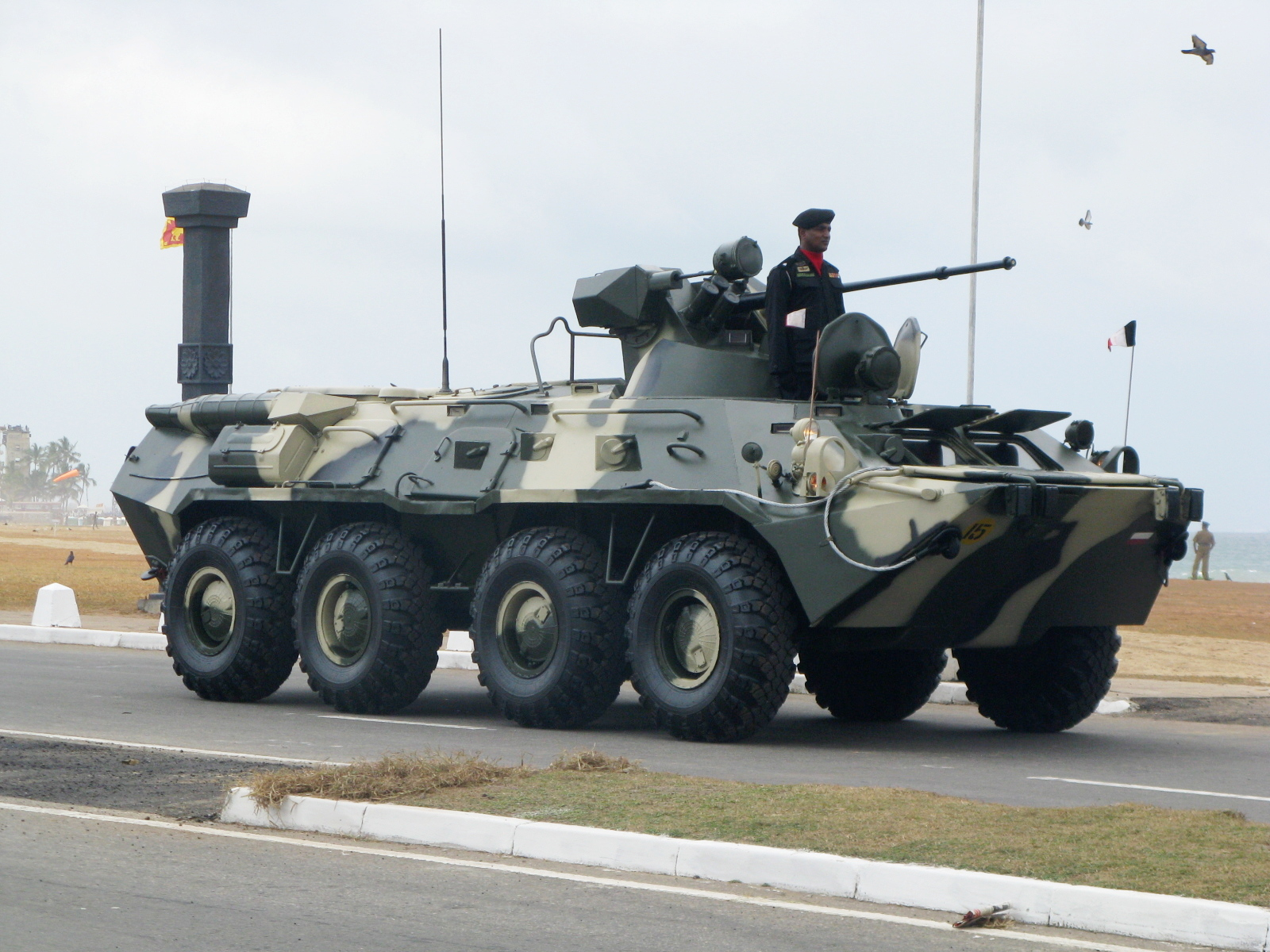
BTR-80 장갑 인력 수송기 - 스리랑카 육군

스리랑카 육군은 스리랑카의 3대 군 중 가장 오래되고 규모가 크다. 1949년 실론 왕립군으로 창설된 후 1972년 스리랑카가 공화국이 되면서 이름이 바뀌었다. 73,000명의 주방위군을 포함하여 약 203,000명의 정규 및 예비군으로 구성된 육군은 육상에 기반을 둔 군사 및 인도주의 작전을 감독한다.
현재 육군은 전투 작전을 수행하는 동안 12개 사단을 배치하고 4개 사단을 추가로 편성했다. 2004년부터 스리랑카 육군은 유엔 평화 유지 작전에서 약 1000명의 대대와 지원 부대를 유지하고 있다.

## 해군

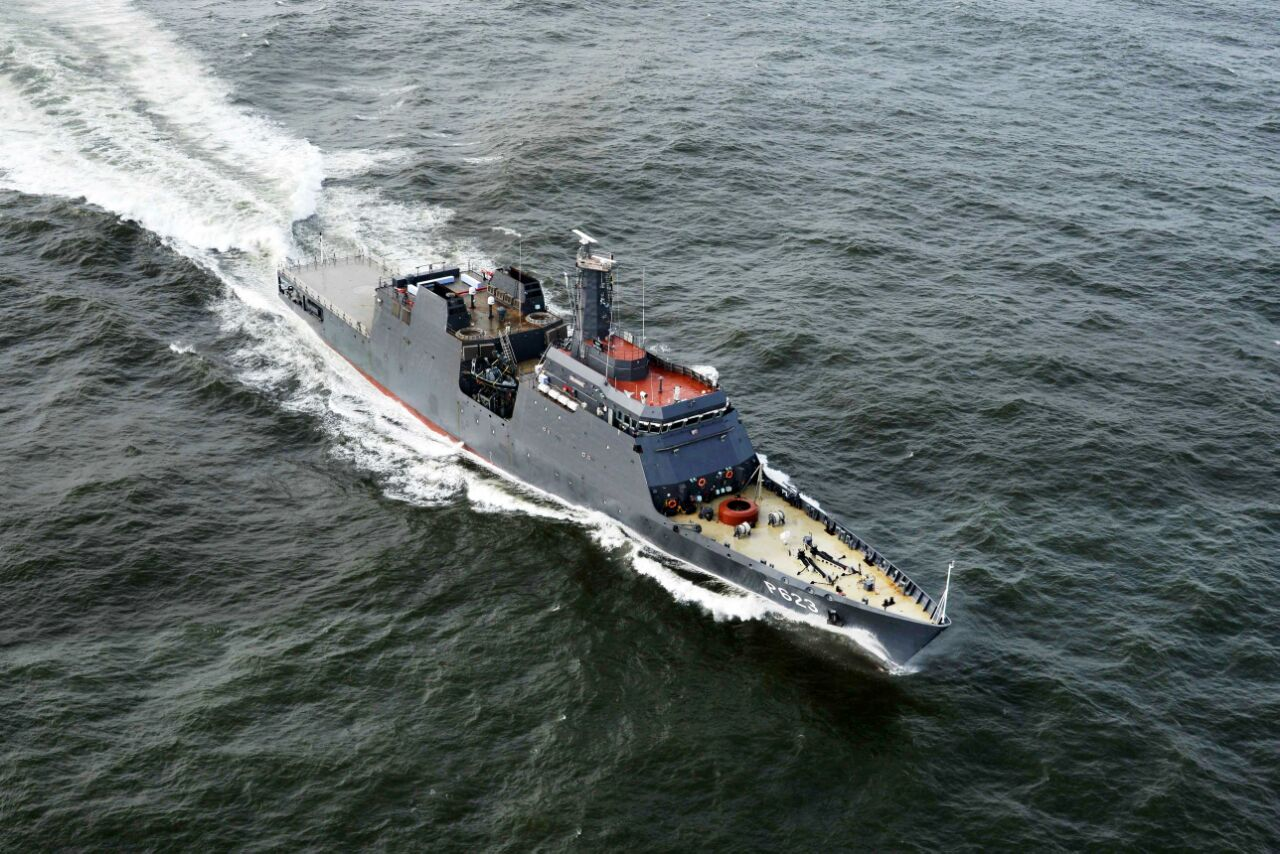
SLNS 사유랄라

약 48,000명의 개인을 보유한 스리랑카 해군은 스리랑카군의 핵심 해상 사단이며 스리랑카의 가장 중요한 방어군으로 분류된다. 스리랑카 국가와 그 이익을 방어하기 위해 해상에서 해상 작전을 수행한다. 전문적인 해군 수장은 콜롬보에 있는 해군 본부로부터 그의 지휘권을 행사하는 해군의 지휘관이다. 1950년에 실론 왕립 해군으로 설립되었고 1972년에 스리랑카 해군으로 이름이 바뀌었다.
최근 몇 년간 그것은 심해, 해안 및 해안 순찰, 수륙 양용 및 보급 작전을 수행하면서 스리랑카 내전의 핵심 역할을 했다. 해군은 자체 정예 해군 특수 부대인 특수 보트 편대와 해군 해병대를 가지고 있다.

## 공군

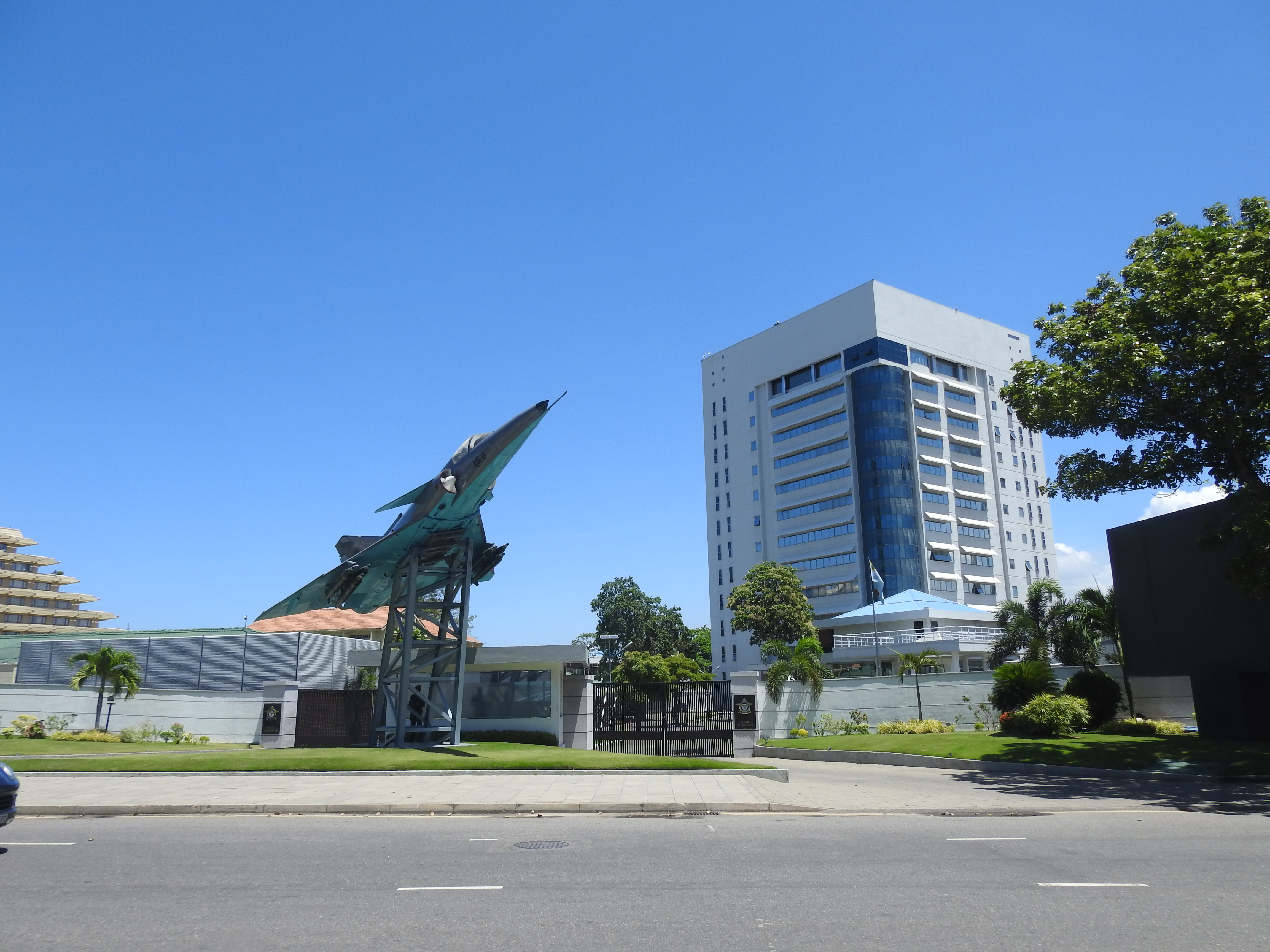
스리랑카 공군 본부, 콜롬보

약 28,700명의 개인을 가진 스리랑카 공군은 공중 방어 사단이고 스리랑카 트라이포스 중 가장 늦게 창단했다. 1951년 실론 왕립 공군으로 설립되었으며 초기 장비, 훈련 및 리더십을 영국 왕립 공군에 의존했다. 공군은 타밀 분리주의자들과의 전쟁에서 주요한 역할을 수행했다. 비록 스리랑카는 작은 섬나라에 불과하지만, 공군은 매우 능력 있고 효율적이라는 것이 증명되었다. 최근에 공군은 주로 지상군과 상륙 부대에 항공 지원을 제공하고 북부 및 동부 지역의 반군 점령 지역에 대한 공습을 수행하는 데 특화되어 확장되었다.